# Saint-Loup, Nièvre
Saint-Loup là một xã của tỉnh Nièvre, thuộc vùng Bourgogne-Franche-Comté, miền trung nước Pháp.